# U-Bahnhof Santa Cruz (São Paulo)

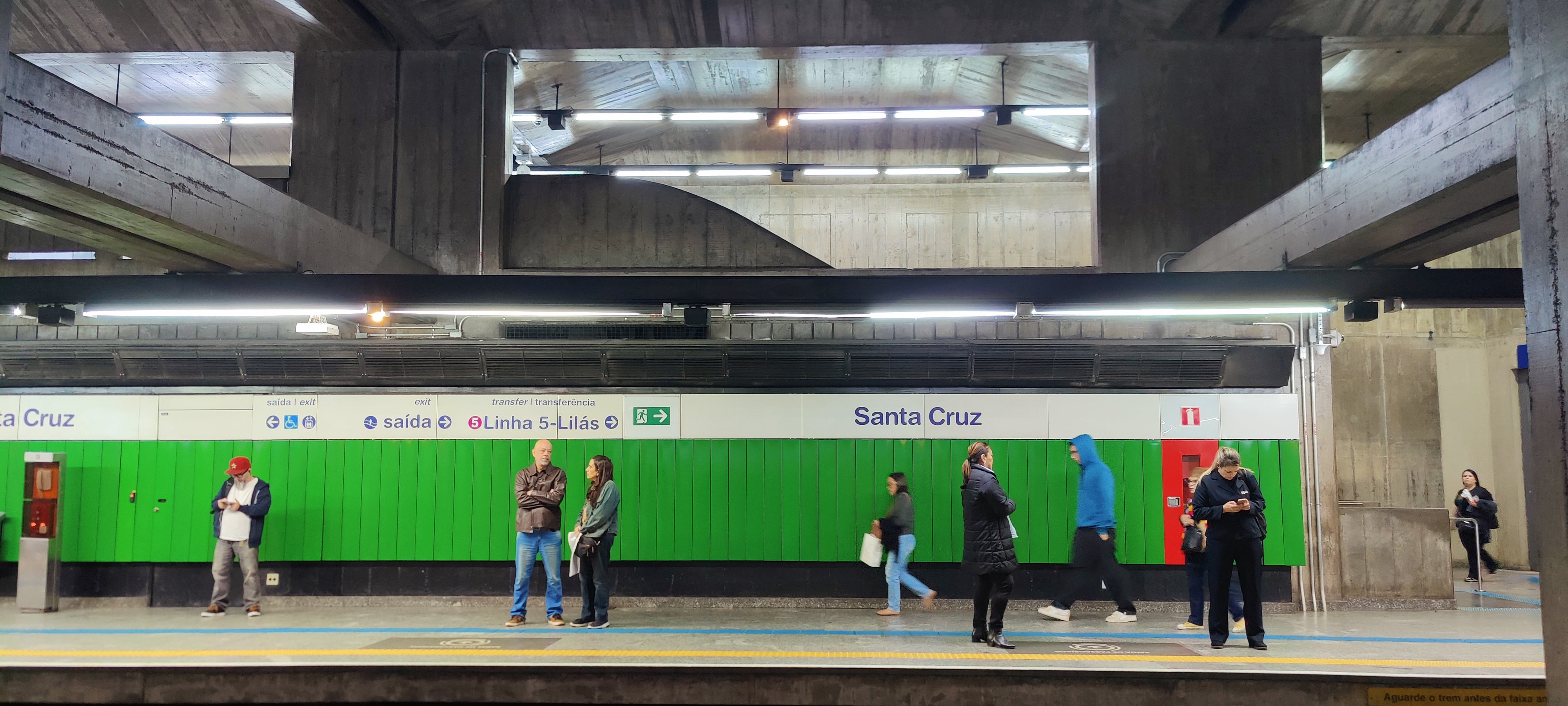
Der Bahnhof der Linie 1-Azul des U-Bahnhofes Santa Cruz wurde 1974 eröffnet

Santa Cruz ist ein U-Bahnhof der Linha 1-Azul und Linha 5-Lilás der Metrô São Paulo, des U-Bahn-Netzes der brasilianischen Metropole São Paulo. Der unterirdische Bahnhof befindet sich unterhalb der Straßenkreuzung Rua Domingos de Morais / Rua Pedro do Toledo im Stadtteil und Distrikt Vila Mariana. Der U-Bahnhof der Linha 1-Azul wurde am 14. September 1974 als Teil der ersten Strecke der Metrô São Paulo eröffnet und wird bis heute von der staatlichen Betreibergesellschaft Companhia do Metropolitano de São Paulo betrieben. Der U-Bahnhof der Linha 5-Lilás wurde am 28. September 2018 eröffnet und wird vom privaten Unternehmen ViaMobilidade betrieben.
Die Nachbarbahnhöfe entlang der Linha 1-Azul sind Praça da Árvoré (in Richtung Süden) und Vila Mariana (in Richtung Norden). Die Nachbarbahnhöfe entlang der Linha 5-Lilás sind Chácara Klabin (in Richtung Nordosten) und Hospital São Paulo (in Richtung Westen).

## Geschichte

### Bau des U-Bahnhofes der Linie 1

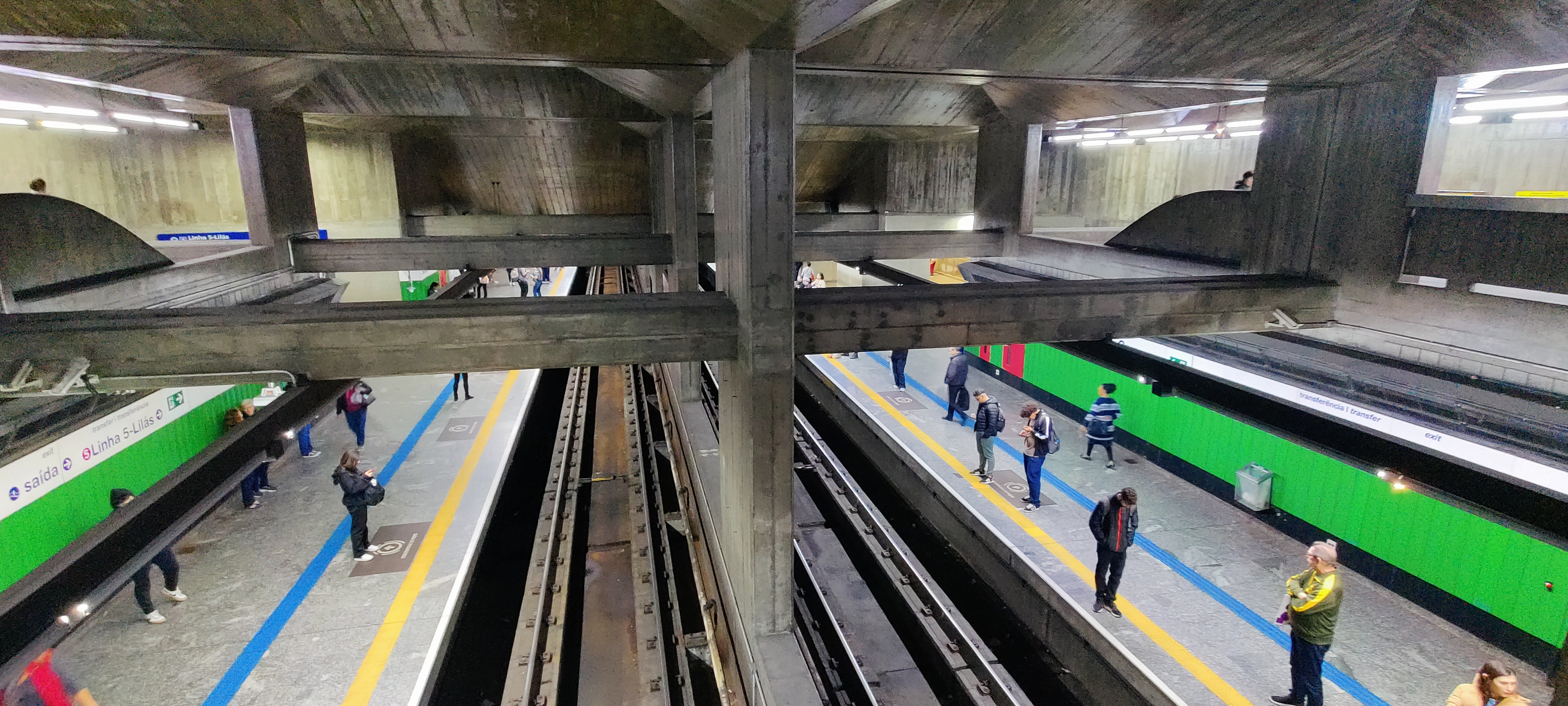
Blick auf den U-Bahnhof der Linie 1-Blau

Der U-Bahnhof Santa Cruz wurde gemeinsam mit den sechs anderen Bahnhöfen der damaligen Linha Norte-Sul zwischen Jabaquara und Vila Mariana in offener Bauweise errichtet und am 14. September 1974 eröffnet. Seinen Namen erhielt der Bahnhof vermutlich von der benachbarten Straße Rua Santa Cruz. Die Architekten Marcelo Accioly Fragelli und Flávio Pastore waren für die Planung des U-Bahnhofes verantwortlich, architektonisch dominiert der für die Zeit übliche Sichtbeton den Bahnhof. Der U-Bahnhof erhielt zwei Seitenbahnsteige, darüberliegend ein Zwischengeschoss, wo sich die Zugangssperren und Fahrkartenschalter befanden.

### Künstlerische Ausgestaltung

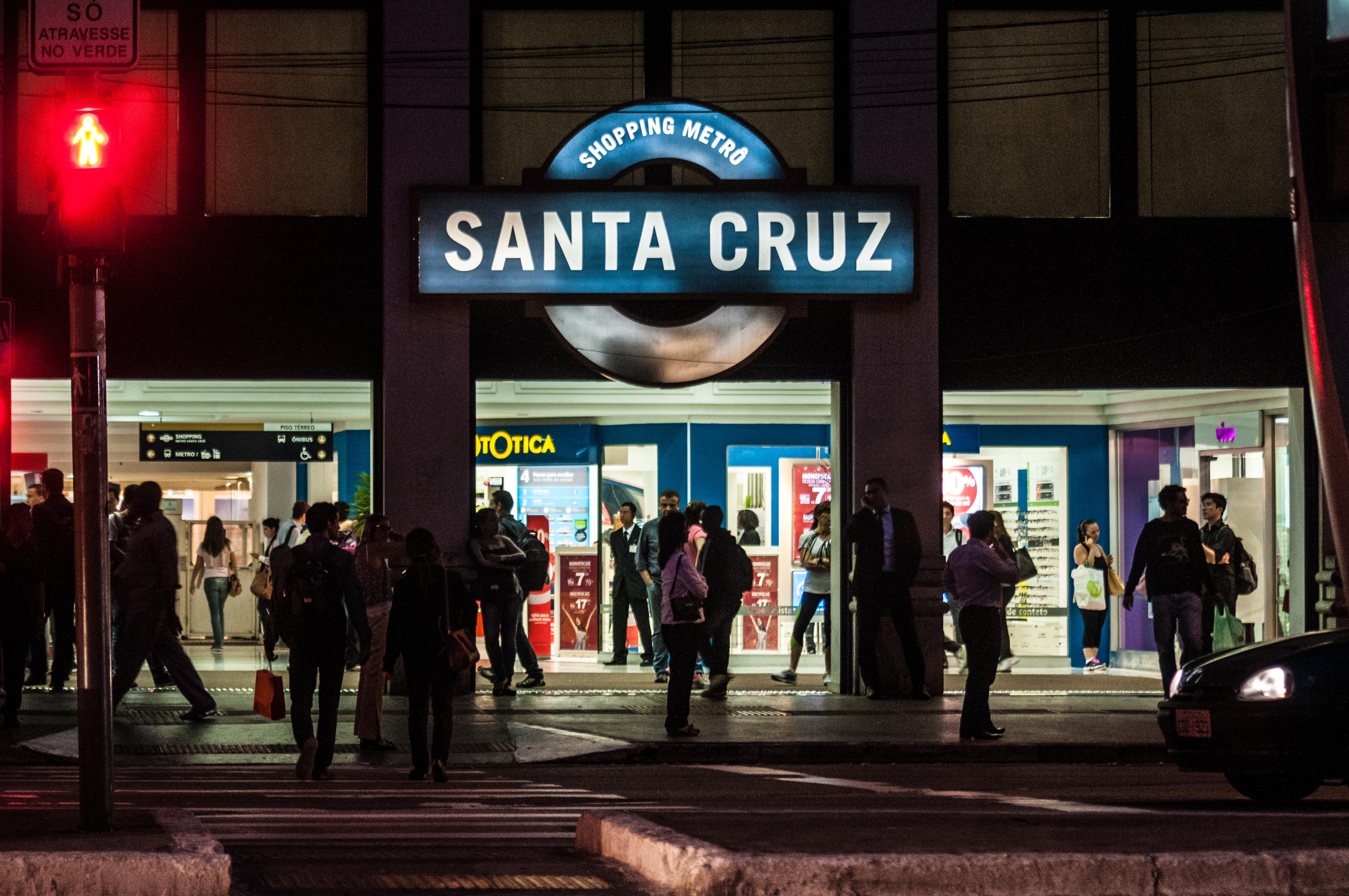
Seit 2001 ist der gesamte U-Bahnhof der Linie 1-Blau in ein Einkaufszentrum („Shopping Metrô Santa Cruz“) integriert

1996 erhielt der U-Bahnhof der Linha 1-Azul ein Wandbild (Malerei auf Keramik) mit dem Titel „São Paulo Viva“ [Lebendiges São Paulo] der Künstlerinnen Isabelle Tuchband, Verena Matzen und Paula Pedrosa. Die 1,20 m × 5,40 m große Malerei auf Keramik besteht aus etwa zweihundert Einzelteilen und befindet sich am Westeingang an der Wand oberhalb der Treppe der Linha 1-Azul. Isabelle Tuchband und Verena Matzen entwarfen die Zeichnungen und bemalten die Fliesen, die anschließend gebrannt wurden, um Widerstandsfähigkeit zu erlangen. Die Architektin Paula Pedrosa war für den gesamten technischen Teil verantwortlich – sie entwarf die Struktur des Kunstwerks und die Installation an einer gebogenen Wand. Das Wandbild soll farbenfroh und fröhlich wirken, die Vielfalt der Stadt hervorheben; im Mittelpunkt stehen sowohl Menschen wie Tiere, Landschaften, Alltagsgegenstände und Blumen – und soll damit, laut Sacramento, das tägliche Leben in São Paulo widerspiegeln.
2001 wurde der gesamte oberirdische Teil des U-Bahnhofes der Linie 1-Blau überbaut und in das Einkaufszentrum „Metrô Santa Cruz“ integriert. Ein separater Ausgang zur Rua Pedro do Toledo blieb erhalten.

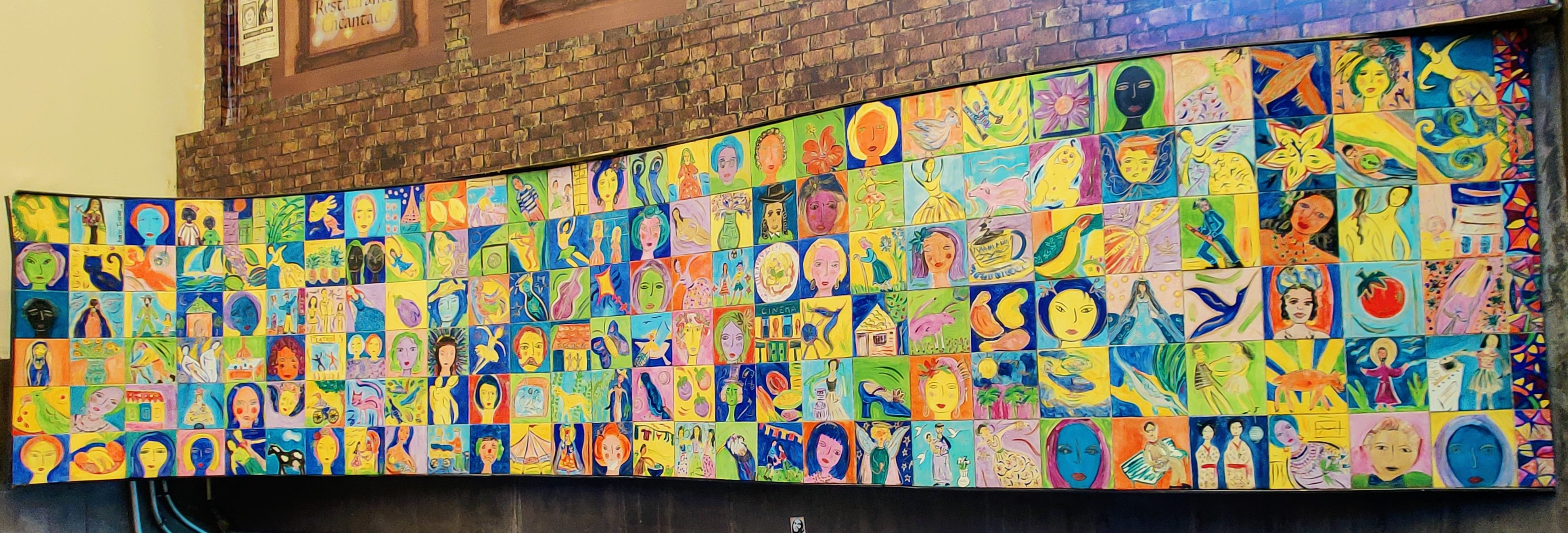
Kunstwerk São Paulo Viva der Künstlerinnen Isabelle Tuchband, Verena Matzen und Paula Pedrosa (1996)

### Bau des U-Bahnhofes der Linie 5

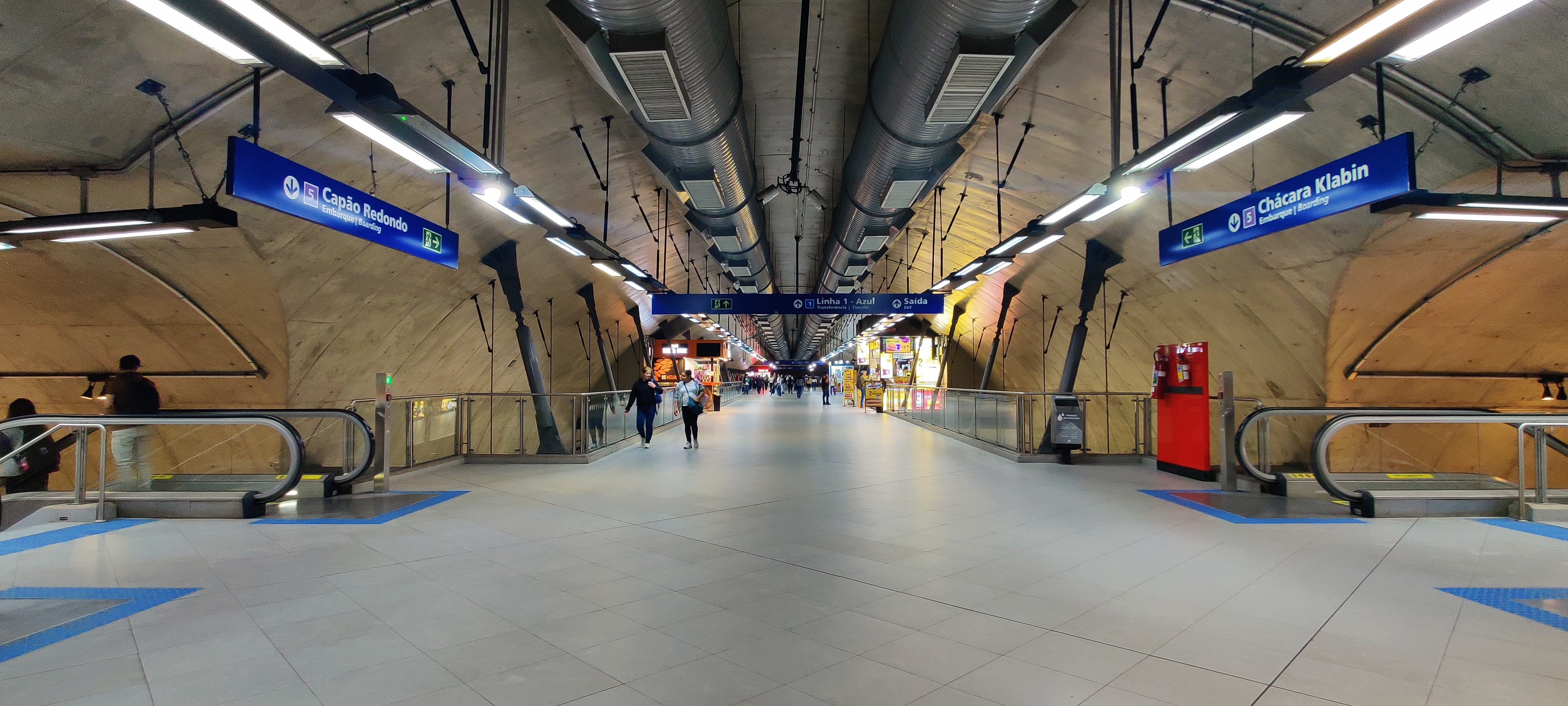
Seit 2018 kreuzt die Linie 5-Lila den U-Bahnhof Santa Cruz in 41,5 Meter Tiefe

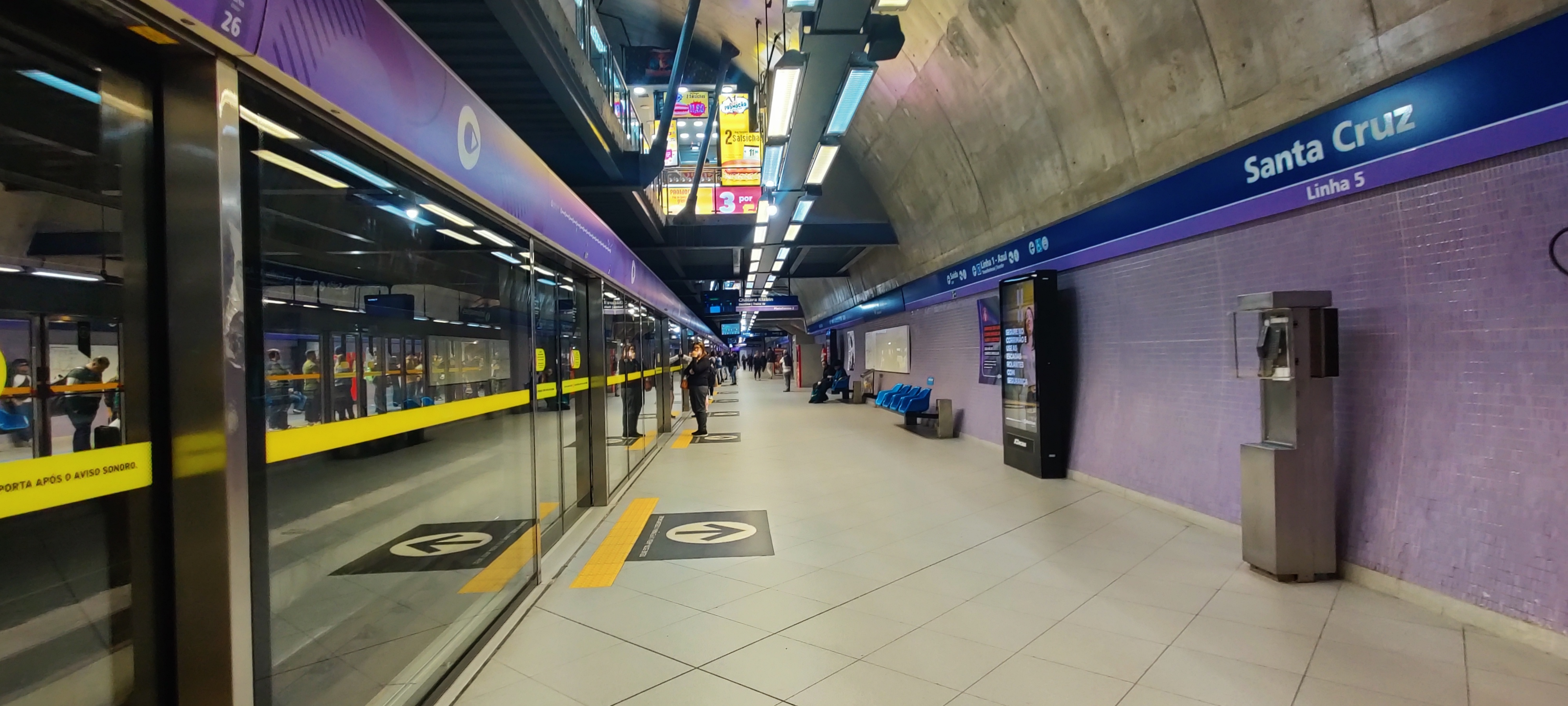
Der Bahnhof der Linie 5-Lila verfügt seit 2019 über Bahnsteigtüren

2002 wurde die neue U-Bahnlinie Linha 5-Lilás zwischen Capão Redondo und Largo Treze eröffnet. Die Verlängerung der Strecke in die Innenstadt (bis zum U-Bahnhof Chácara Klabin) verzögerte sich um mehrere Jahre, ursprünglich sollte die Strecke 2013 den Bahnhof Santa Cruz erreichen. Nach mehreren Jahren Verzögerung konnte am 28. September 2018 die neue Umsteigestation der Linie 5 und die Verbindung zur Linie 1 eröffnet werden.
Die Station der Linie 5 ist ebenfalls unterirdisch und wurde in offener Bauweise errichtet – zum Zeitpunkt der Eröffnung war sie mit 41,5 Meter Tiefe die am tiefsten liegende U-Bahnstation in São Paulo (und Brasiliens). Sie verfügt über eine sichtbare Betonstruktur und eine Stahl-Glas-Kuppel über dem Haupteingang, die für natürliche Beleuchtung sorgt. Es gibt zwei Zugänge, beide mit Rolltreppen in beide Richtungen sowie Aufzügen. Die Station besitzt zwei Seitenbahnsteige und ein Zwischengeschoss mit Fahrkartenschaltern. Der U-Bahnhof der Linha 5-Lilás besitzt seit 2019 Bahnsteigtüren.
Im Jahr 2023 nutzten durchschnittlich 91.000 Fahrgäste pro Werktag den Bahnhof der Linie 1, womit der Bahnhof zu den am meisten genutzten der Linie gehört. Es gibt keine Angaben für die Fahrgastzahlen der Linha 5-Lilás.

## Verlauf
| Linie | Verlauf |
| ----- | --- |
|       | Tucuruvi – Parada Inglesa – Jardim São Paulo–Ayrton Senna – Santana – Carandiru – Portuguesa–Tietê – Armênia – Tiradentes – Luz – São Bento – Sé – Japão–Liberdade – São Joaquim – Vergueiro – Paraíso – Ana Rosa – Vila Mariana – Santa Cruz – Praça da Árvore – Saúde – São Judas – Conceição – Jabaquara |
|       | Capão Redondo – Campo Limpo – Vila das Belezas – Giovanni Gronchi – Santo Amaro – Largo Treze – Adolfo Pinheiro – Alto da Boa Vista – Borba Gato – Brooklin – Campo Belo – Eucaliptos – Moema – AACD–Servidor – Hospital São Paulo – Santa Cruz – Chácara Klabin                                            |